# Santiago Ventura
Pour les articles homonymes, voir Ventura.
Ventura  Bertomeu est un nom espagnol. Le premier nom de famille, en général paternel, est Ventura ; le second, en général maternel, souvent omis, est Bertomeu.
Santiago Ventura Bertomeu, né le 5 janvier 1980 à Castellón de la Plana, est un joueur de tennis espagnol, professionnel sur le Circuit ATP de 2001 à 2010.

## Carrière
Passé professionnel en 2001, Santiago Ventura a remporté un tournoi en simple et cinq tournois en double sur le circuit ATP. Il remporte le premier tournoi ATP auquel il participe à Casablanca en 2004. Classé 316e lors du tournoi, son meilleur résultat jusqu'à présent était un quart de finale dans un tournoi Challenger.
Il remporte son unique match en Grand Chelem contre Alex Calatrava à l'Open d'Australie 2005. Il connut par la suite une honnête carrière en double, marquée par cinq titres et trois finales.
Outre ses titres sur le Circuit ATP, il s'est imposé à quatre reprises en simple sur le circuit Challenger à Freudenstadt en 2004, Milan et Montevideo en 2007 et Bucarest en 2008. En double, il totalise 23 titres, notamment acquis avec ses compatriotes Marcel Granollers et Rubén Ramírez Hidalgo.

## Palmarès

### Titre en simple messieurs
| No | Date       | Nom et lieu du tournoi           | Catégorie   | Dotation  | Surface      | Finaliste      | Score         |          |
| -- | ---------- | -------------------------------- | ----------- | --------- | ------------ | -------------- | ------------- | -------- |
| 1  | 15-05-2004 | Grand-Prix Hassan II, Casablanca | Int' Series | 355 000 $ | Terre (ext.) | Dominik Hrbatý | 6-3, 1-6, 6-4 | Parcours |

### Titres en double messieurs
| No | Date       | Nom et lieu du tournoi               | Catégorie   | Dotation  | Surface      | Partenaire        | Finalistes                    | Score             |          |
| -- | ---------- | ------------------------------------ | ----------- | --------- | ------------ | ----------------- | ----------------------------- | ----------------- | -------- |
| 1  | 31-01-2005 | BellSouth Open by Rosen Viña del Mar | Int' Series | 355 000 $ | Terre (ext.) | David Ferrer      | Gastón Etlis Martín Rodríguez | 6-3, 6-4          | Parcours |
| 2  | 21-02-2005 | Abierto Mexicano Telcel Acapulco     | Series Gold | 618 000 $ | Terre (ext.) | David Ferrer      | Jiří Vaněk Tomáš Zíb          | 4-6, 6-1, 6-4     | Parcours |
| 3  | 19-05-2008 | Grand-Prix Hassan II Casablanca      | Int' Series | 349 000 € | Terre (ext.) | Albert Montañés   | James Cerretani Todd Perry    | 6-1, 6-2          | Parcours |
| 4  | 04-01-2010 | Aircel Chennai Open Chennai          | ATP 250     | 398 250 $ | Dur (ext.)   | Marcel Granollers | Lu Yen-hsun Janko Tipsarević  | 7-5, 6-2          | Parcours |
| 5  | 03-05-2010 | BMW Open by FWU RETAKAFUL Munich     | ATP 250     | 398 250 € | Terre (ext.) | Oliver Marach     | Eric Butorac Michael Kohlmann | 5-7, 6-3, [16-14] | Parcours |

### Finales en double messieurs
| No | Date       | Nom et lieu du tournoi      | Catégorie   | Dotation  | Surface      | Vainqueurs                       | Partenaire        | Score             |          |
| -- | ---------- | --------------------------- | ----------- | --------- | ------------ | -------------------------------- | ----------------- | ----------------- | -------- |
| 1  | 11-02-2008 | Brasil Open Costa do Sauípe | Int' Series | 460 000 $ | Terre (ext.) | Marcelo Melo André Sá            | Albert Montañés   | 4-6, 6-2, [10-7]  | Parcours |
| 2  | 16-02-2009 | Copa Telmex Buenos Aires    | ATP 250     | 531 000 $ | Terre (ext.) | Marcel Granollers Alberto Martín | Nicolás Almagro   | 6-3, 5-7, [10-8]  | Parcours |
| 3  | 20-09-2010 | BCR Open Romania Bucarest   | ATP 250     | 368 450 € | Terre (ext.) | Juan Ignacio Chela Łukasz Kubot  | Marcel Granollers | 6-2, 5-7, [13-11] | Parcours |

## Parcours dans les tournois duGrand Chelem

### En simple
| Année | Open d'Australie | Open d'Australie | Internationaux de France | Internationaux de France | Wimbledon       | Wimbledon    | US Open         | US Open      |
| ----- | ---------------- | ---------------- | ------------------------ | ------------------------ | --------------- | ------------ | --------------- | ------------ |
| 2005  | 2e tour (1/32)   | D. Nalbandian    | 1er tour (1/64)          | C. Guccione              | 1er tour (1/64) | F. Mayer     | —               | —            |
| 2006  | —                | —                | —                        | —                        | —               | —            | —               | —            |
| 2007  | —                | —                | —                        | —                        | —               | —            | —               | —            |
| 2008  | 1er tour (1/64)  | J. M. del Potro  | 1er tour (1/64)          | F. Verdasco              | 1er tour (1/64) | R. Schüttler | 1er tour (1/64) | J.-W. Tsonga |
| 2009  | —                | —                | 1er tour (1/64)          | J. Acasuso               | —               | —            | —               | —            |
| 2010  | —                | —                | 1er tour (1/64)          | A. Seppi                 | 1er tour (1/64) | K. Beck      | —               | —            |

N.B. : à droite du résultat se trouve le nom de l'ultime adversaire.

### En double
| Année | Open d'Australie              | Open d'Australie        | Internationaux de France     | Internationaux de France | Wimbledon                     | Wimbledon             | US Open                       | US Open               |
| ----- | ----------------------------- | ----------------------- | ---------------------------- | ------------------------ | ----------------------------- | --------------------- | ----------------------------- | --------------------- |
| 2005  | 1er tour (1/32) J. C. Ferrero | R. Leach B. MacPhie     | 1er tour (1/32) D. Ferrer    | B. Bryan M. Bryan        | 1er tour (1/32) D. Ferrer     | B. Bryan M. Bryan     | —                             | —                     |
| 2006  | —                             | —                       | —                            | —                        | —                             | —                     | —                             | —                     |
| 2007  | —                             | —                       | —                            | —                        | —                             | —                     | —                             | —                     |
| 2008  | 2e tour (1/16) M. Granollers  | F. Čermák L. Dlouhý     | 2e tour (1/16) M. Granollers | S. Aspelin J. Knowle     | 1/4 de finale M. Granollers   | B. Bryan M. Bryan     | 1er tour (1/32) M. Granollers | M. Melo A. Sá         |
| 2009  | 1er tour (1/32) M. Granollers | R. Bopanna J. Nieminen  | 2e tour (1/16) M. Granollers | J. Levinský I. Zelenay   | 1er tour (1/32) M. Granollers | C. Eaton A. Slabinsky | —                             | —                     |
| 2010  | 1er tour (1/32) M. López      | J. Melzer P. Petzschner | 1/8 de finale N. Almagro     | J. Knowle A. Ram         | 1er tour (1/32) N. Almagro    | J. Delgado J. Goodall | 2e tour (1/16) M. González    | D. Nestor N. Zimonjić |

N.B. : le nom du ou de la partenaire se trouve sous le résultat ; le nom des ultimes adversaires se trouve à droite.